# Wähnerova kaple
Wähnerova kaple (německy Wähners Kapelle), nazývaná též Palmeova kaple či kaple Nanebevzetí Panny Marie, je římskokatolická polní kaple, která stojí při polní cestě v horních Mikulášovicích na svahu kopce zvaného Čapák. Pochází z roku 1718 a od roku 1996 je chráněna jako kulturní památka.

## Historie
Kapli postavil roku 1718 cestovatel Johann Georg Wähner, člen Bratrstva Bolestné Matky Boží pod černým škapulířem, který bydlel v již zaniklém domě čp. 63 (podle svého zakladatele nese jméno). Později získala také označení Palmeova kaple podle jména sedláka, na jehož pozemku stála. Ve věžičce byla ve skleněné lahvi uložena listina od papeže Klementa XI. (1649–1721), která povolovala konání mší svatých. Stavbu postihl stejný osud jako ostatní mikulášovické kaple. Po druhé světové válce byla vyrabována, stála stranou zájmu a postupně chátrala. Ve 21. století se nachází ve špatném stavu; zdivo je popraskané a statika je narušená.
Stavba je v majetku města Mikulášovice a od roku 1996 je památkově chráněná. Využívá se pouze příležitostně, zejména během novény k Duchu svatému.

## Rekonstrukce
Během listopadu a prosince 2016 proběhla kompletní rekonstrukce střechy, která byla již v havarijním stavu (poničená krytina, napadení dřevomorkou domácí, borcení trámů). Celkové náklady na rekonstrukci činily 222 000 Kč, část z nich hradila dotace poskytnutá Ministerstvem kultury ČR. Dokončení oprav kaple plánovalo město v dalších letech, nebylo ovšem realizováno.

## Popis
Wähnerova kaple stojí na čtvercovém půdorysu s přesekanými rohy. Střechá má kopulovitý tvar s vysokou věžičkou bez oken uprostřed. Původně byla krytá šindelem, po poslední rekonstrukci plechem. Věž zakončuje makovice s křížem. Fasáda je oprýskaná, zbytky barev jsou nejlépe patrné na zadní severní stěně. V jižní stěně je umístěn vstup do kaple zakončený půlkruhovým obloukem. Jediné malé okno je zasazené do východní stěny a je rovněž ukončené půlkruhovým obloukem. Nad portálem je v omítce vyobrazen monogram IHS. Vnitřní vybavení kaple se nedochovalo, tvořil je malý dřevěný oltář s obrazem Nanebevzetí Panny Marie.

## Galerie

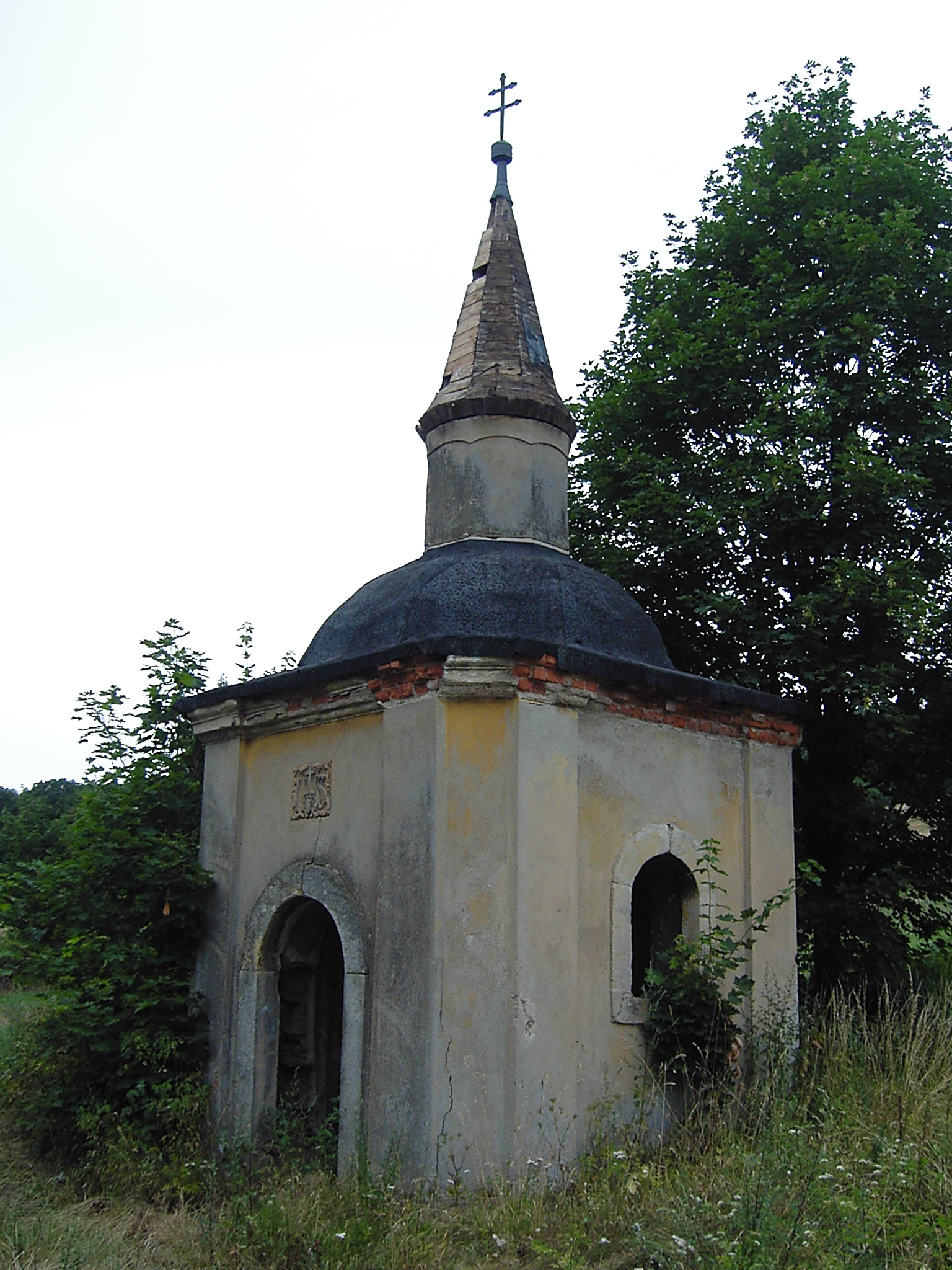
Kaple v roce 2006
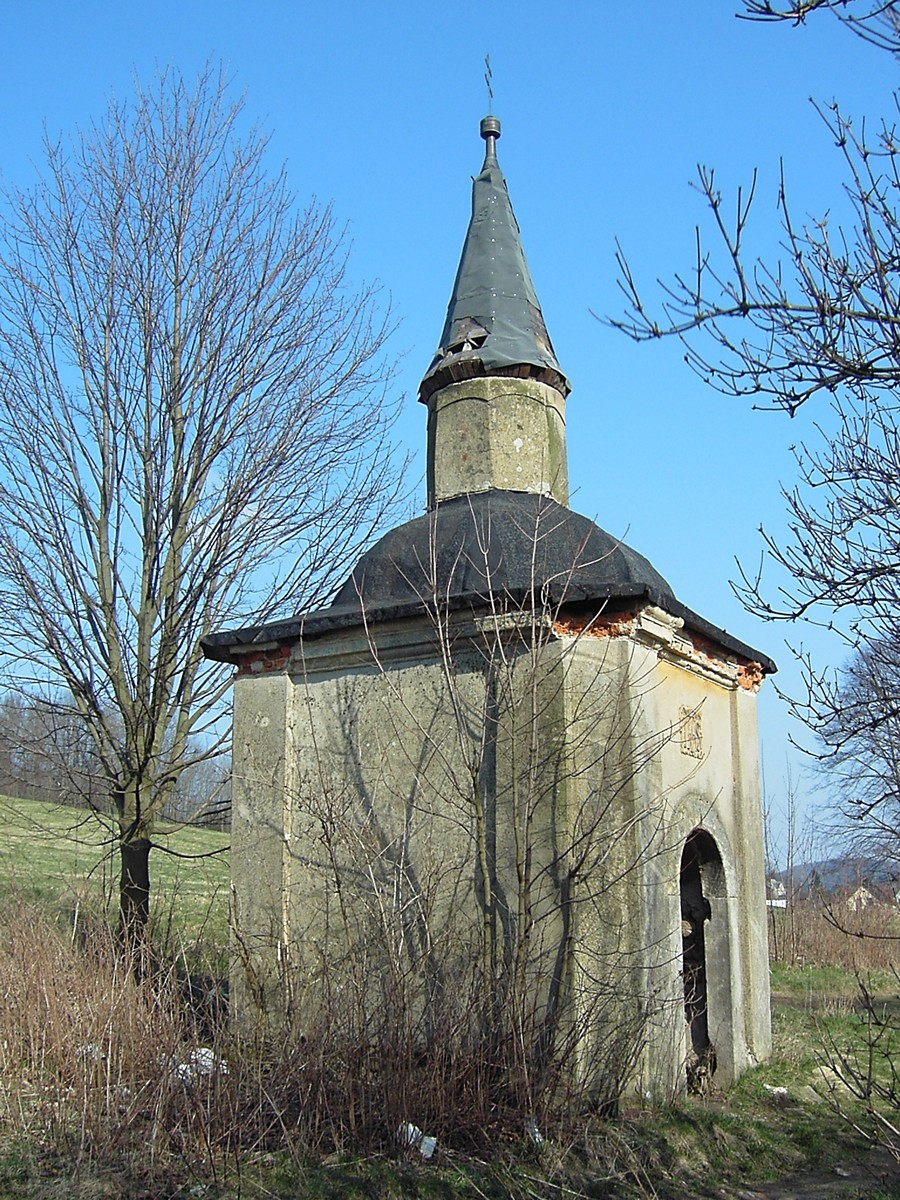
Kaple v roce 2007
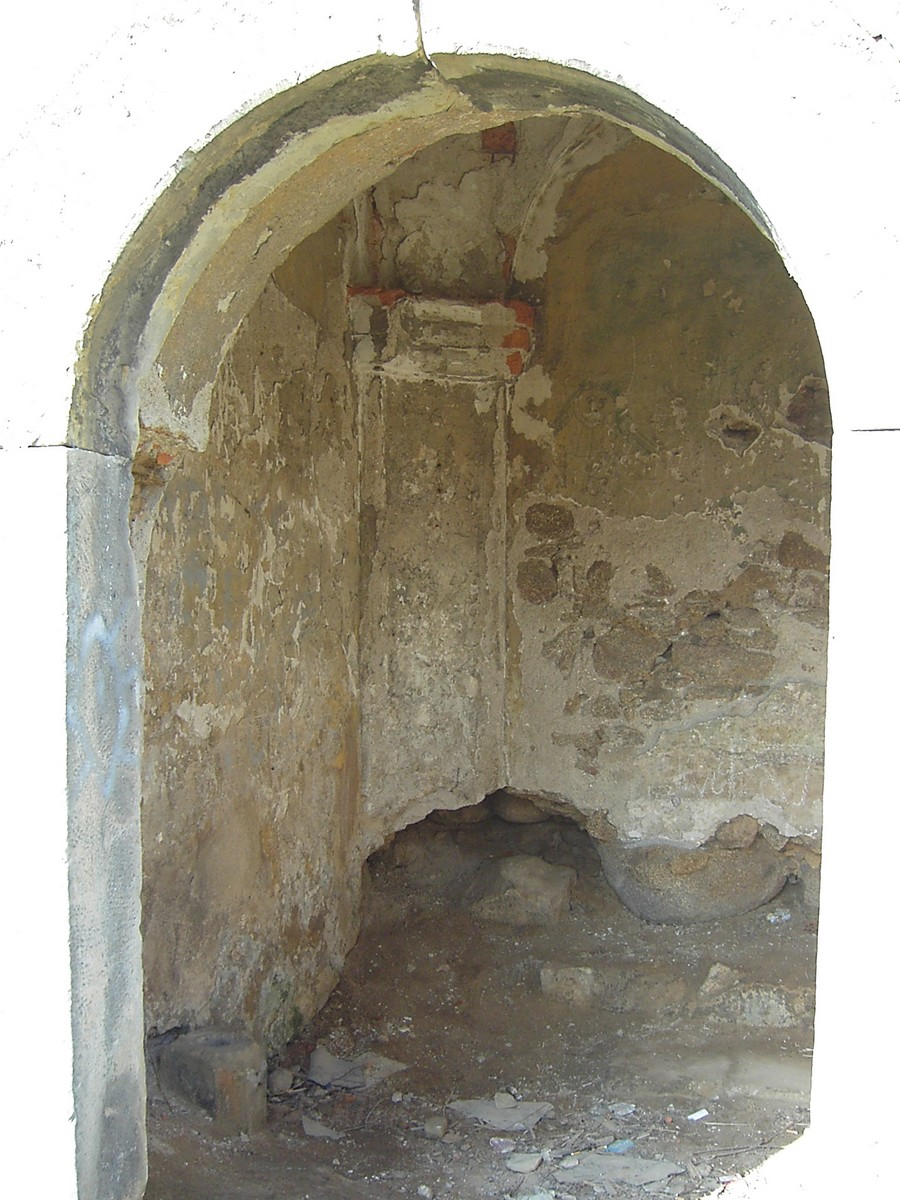
Interiér v roce 2007
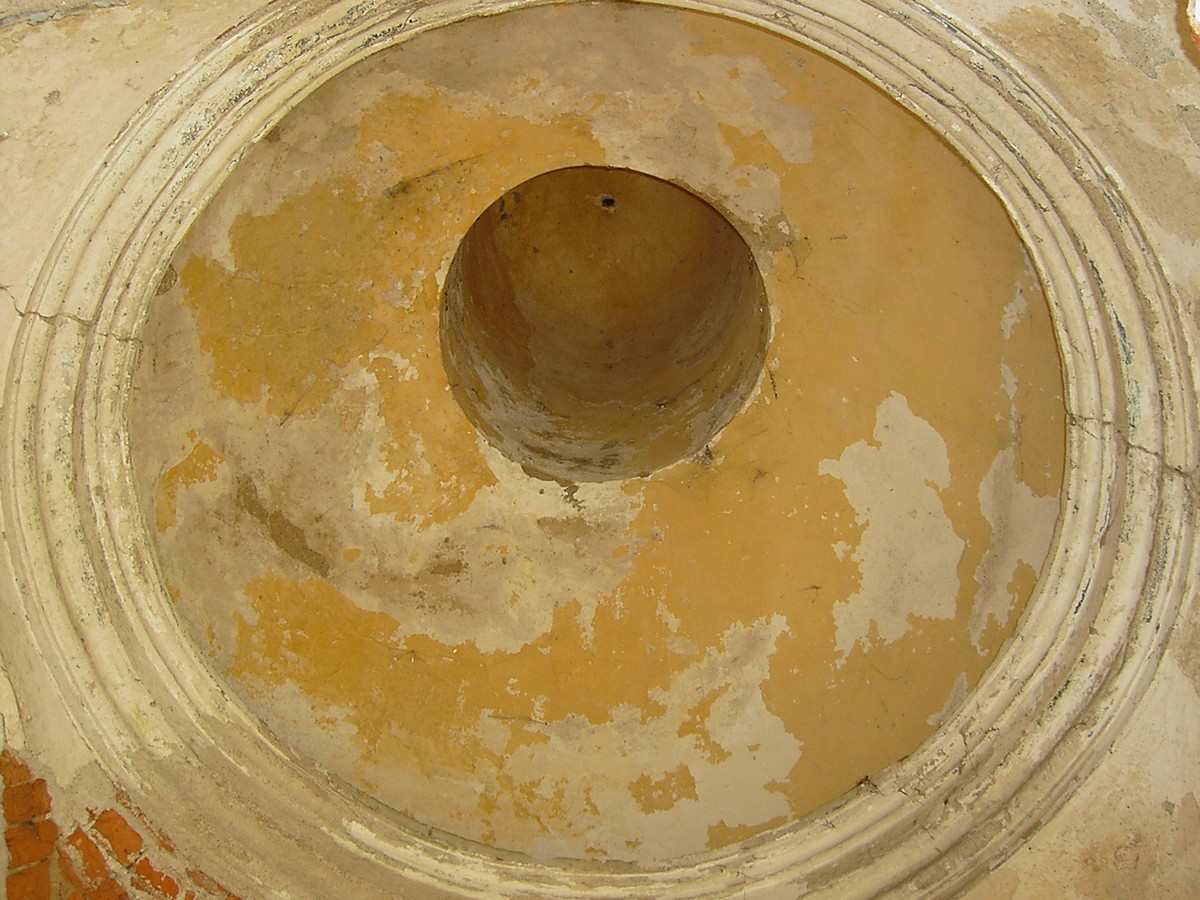
Klenba v roce 2007
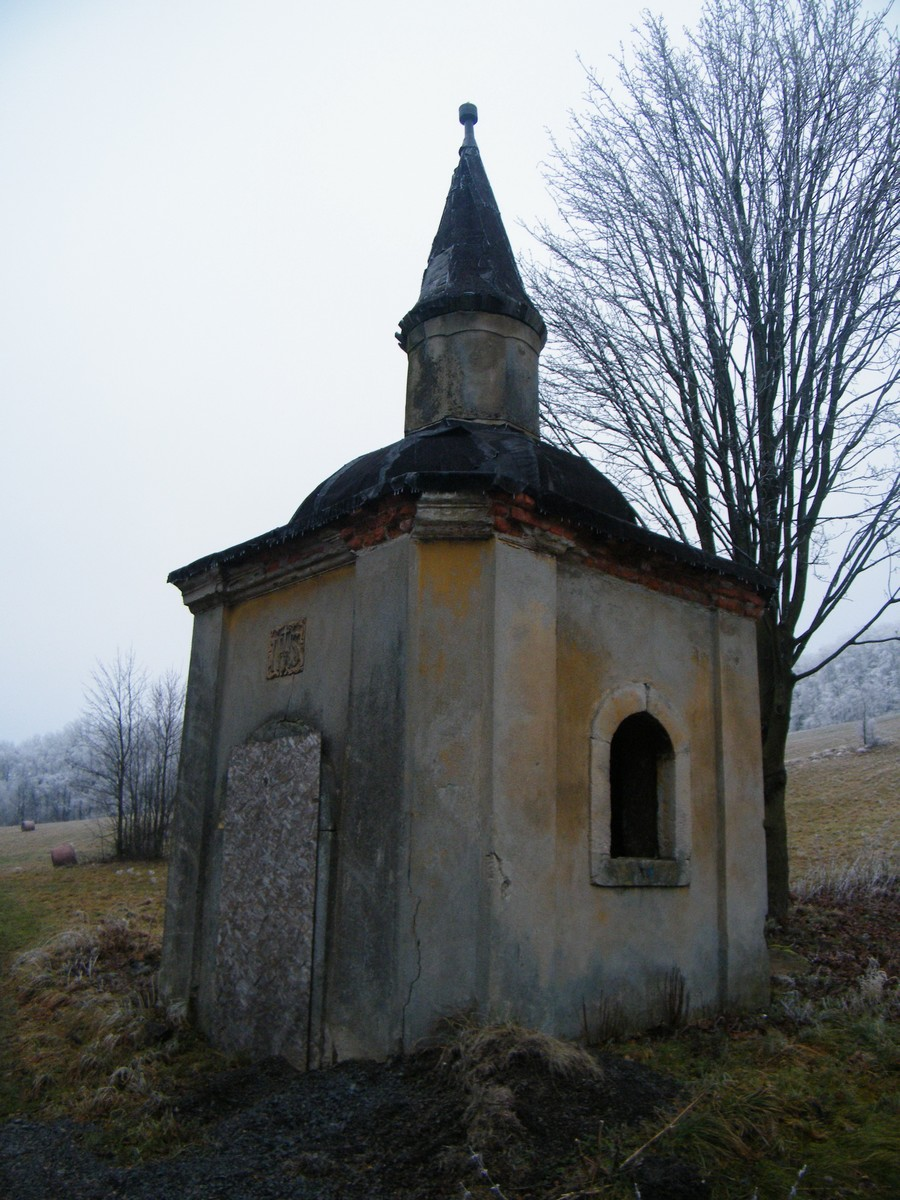
Kaple v roce 2013
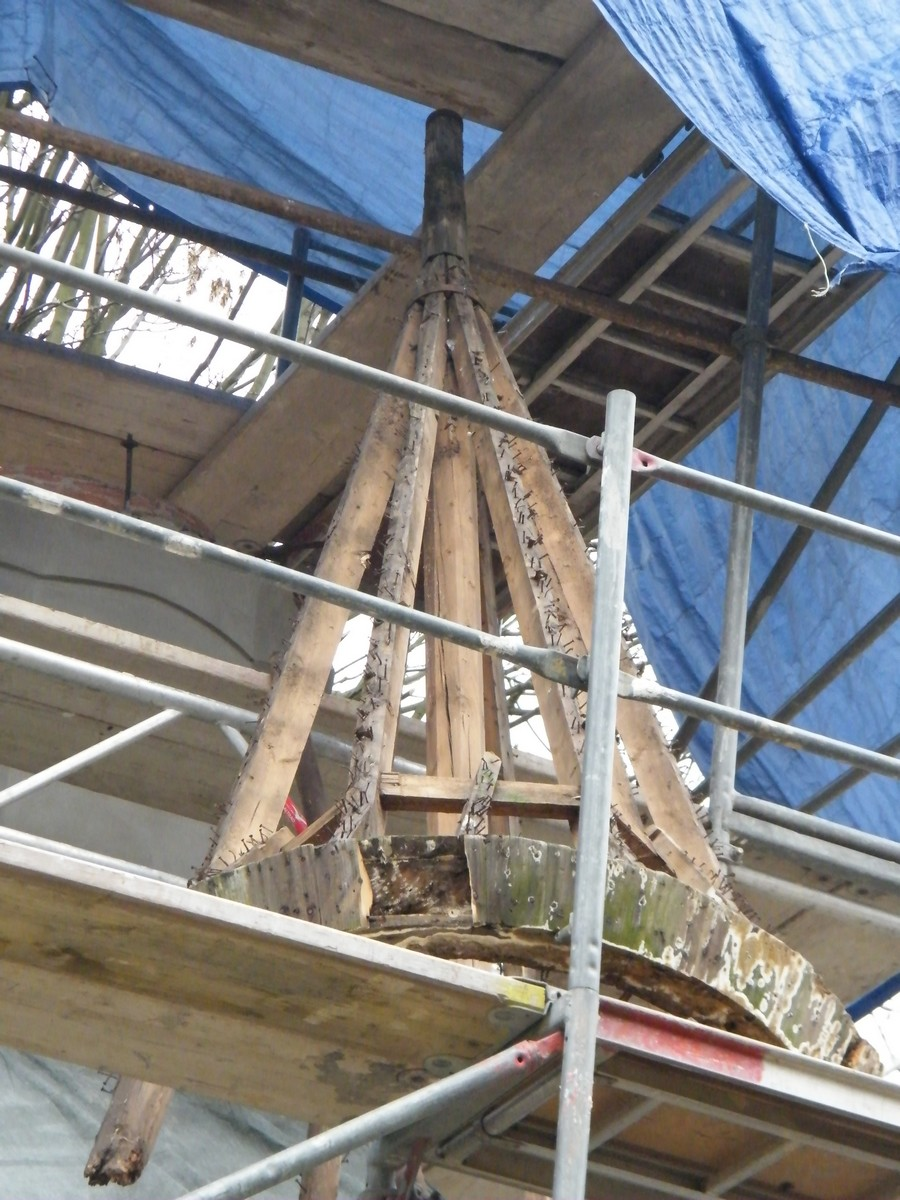
Střecha věže během rekonstrukce v roce 2016
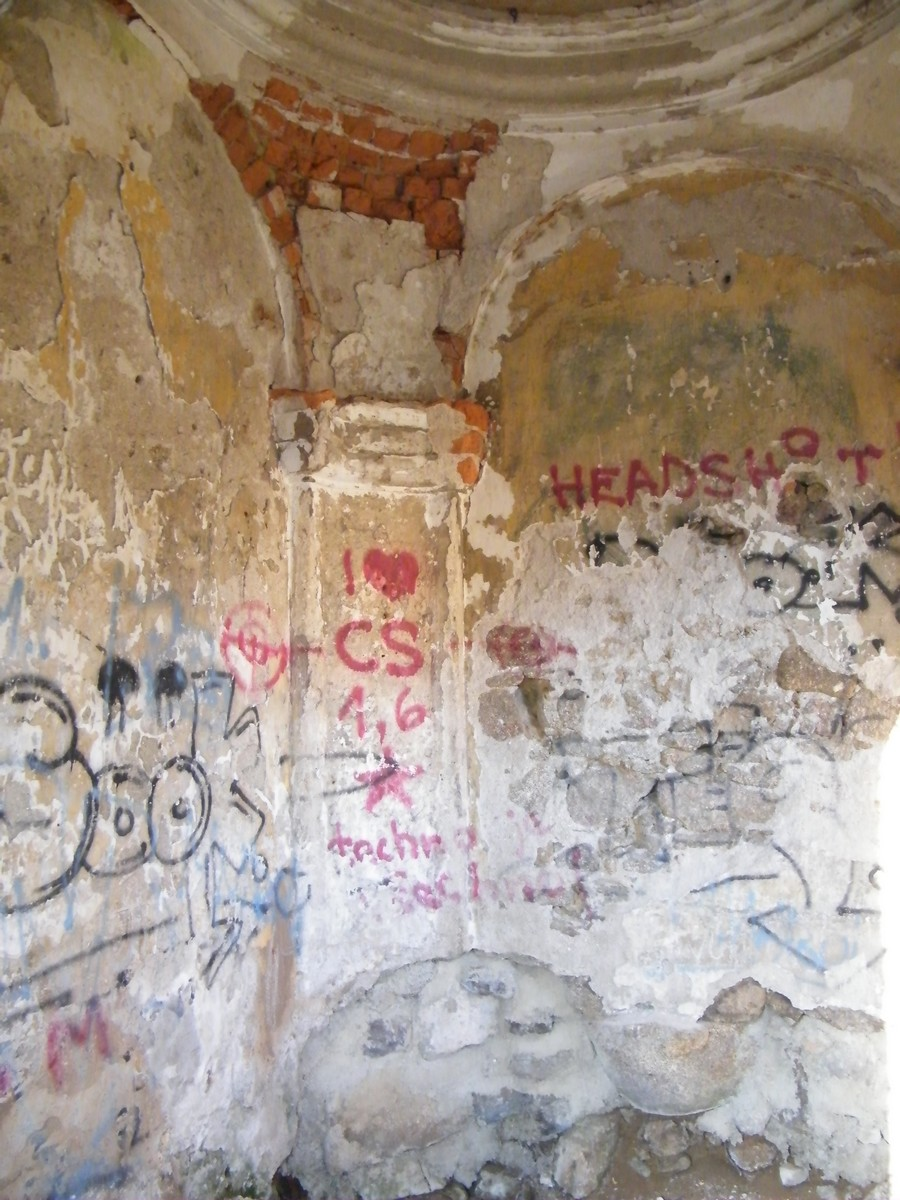
Interiér v roce 2016
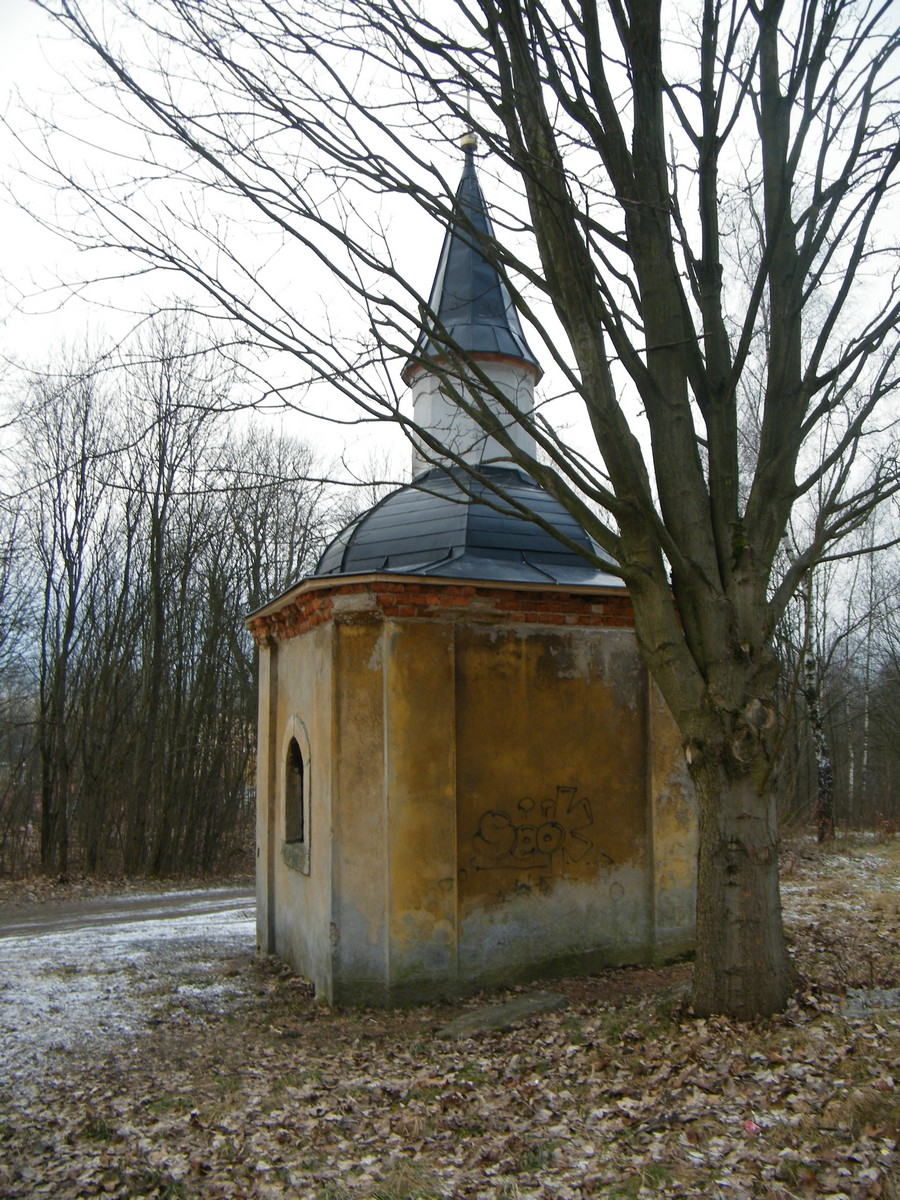
Kaple po rekonstrukci střechy v roce 2016
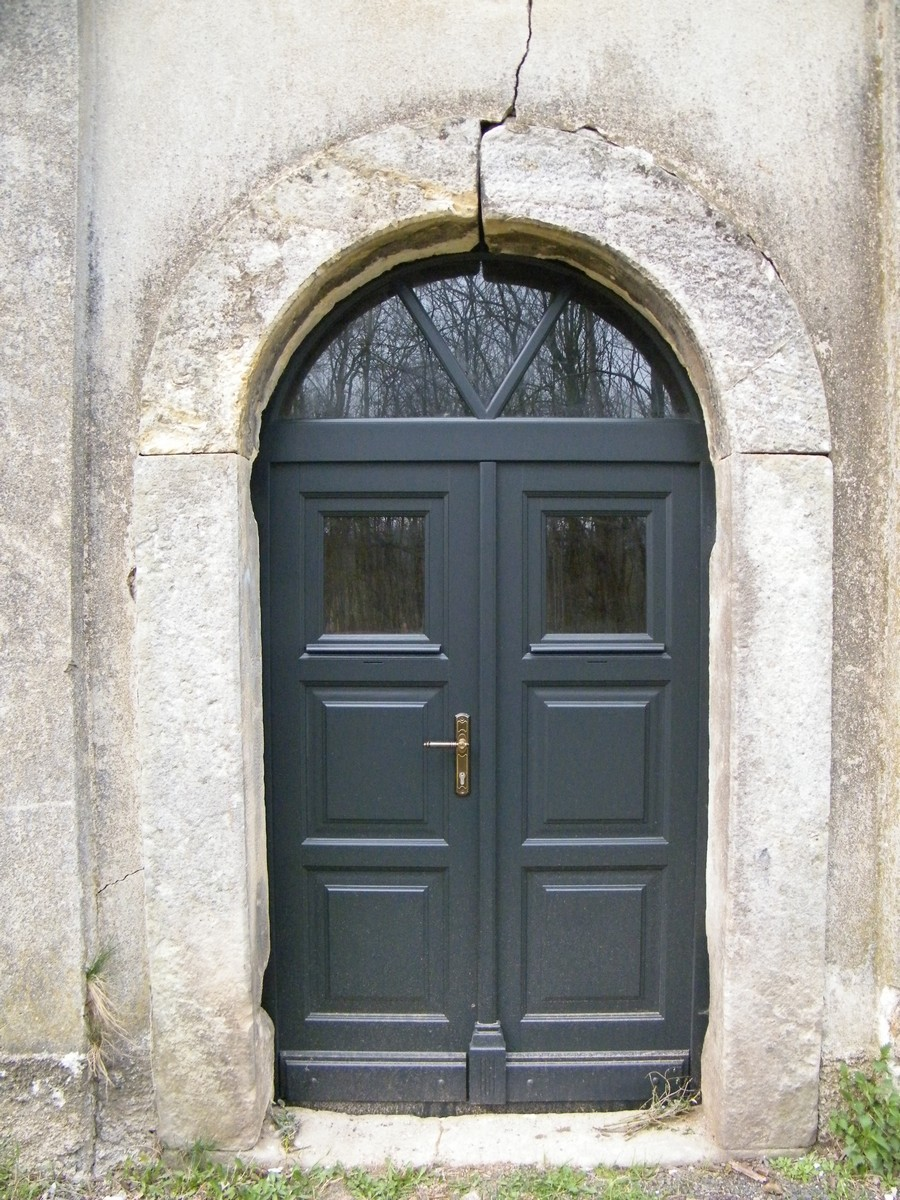
Detail dveří v roce 2016